# Nagy csodatölcsér
A nagy csodatölcsér, kerti csodatölcsér, lustakiasszony latinul: Mirabilis jalapa a szegfűvirágúak (Caryophyllales) rendjébe és a csodatölcsérfélék (Nyctaginaceae) családjába tartozó növényfaj.
Népszerű kerti dísznövény. Eredeti élőhelye a trópusi Dél-Amerika. Tudományos nevében a jalapa a mexikói Xalapa (Jalapa) városra utal, ennek ellenére valószínűleg a perui Andokból származik.
Dús hajtásai bokrosak, levelei lándzsás alakúak. Illatos, több színben is előforduló virágait a hajtás végein hozza.